# Ahmed Samir Farag
Ahmed Samir Farag (ur. 20 marca 1986 w Kairze, Egipt) – piłkarz egipski, reprezentant kraju.

## Kariera
Jest wychowankiem klubu Al-Ahly, został zauważony przez skautów francuskiego klubu FC Sochaux. We Francji występował od 2003 do 2005 roku, jednak w pierwszym zespole nie zagrał. Został więc wypożyczony do swojego macierzystego klubu Al-Ahly. Od 2006 roku do 2012 występował w Ismaily SC. Następne był zawodnikiem Lierse SK (2012-2013), Zamaleku (2014), ponownie Ismaily SC (2014-2016) i El Dakhleya SC (2016-2018).